# Manuel da Nóbrega
Manuel da Nóbrega (Sanfins do Douro, Alijó, 18 de outubro de 1517 – Rio de Janeiro, 18 de outubro de 1570) foi um sacerdote jesuíta português, chefe da primeira missão jesuítica à América. As cartas enviadas a seus superiores são documentos históricos sobre o Brasil colonial e a ação jesuítica no século XVI. Teve um papel fundamental na fundação de três das maiores cidades do Brasil: Salvador (1549), São Paulo (1554) e Rio de Janeiro (1565).

## Biografia
Filho do desembargador Baltasar da Nóbrega e sobrinho de um chanceler-mor do Reino, Manuel da Nóbrega estudou durante quatro anos na Universidade de Salamanca e se transferiu para a Universidade de Coimbra, bacharelando-se em direito canônico e filosofia em 1541. Recebeu o grau de bacharel em cânones das mãos do doutor Martim de Azpilcueta Navarro, tio do padre João de Azpilcueta Navarro, e seu mestre do 5.º ano, que, dele, diria: "O doutíssimo padre Manuel da Nóbrega, a quem não há muito conferimos os graus universitários, ilustre pela sua ciência virtude e linhagem". Estimulado pelo mestre, chegou a se inscrever para Lente (professor) da Universidade, fez prova escrita mas, na leitura do trabalho ao auditório, percebeu-se ser gago. O defeito na fala o impediu de ser nomeado professor da Universidade. Mais tarde, prestou concurso outra vez e outra vez não obteve a cátedra por gagueira.

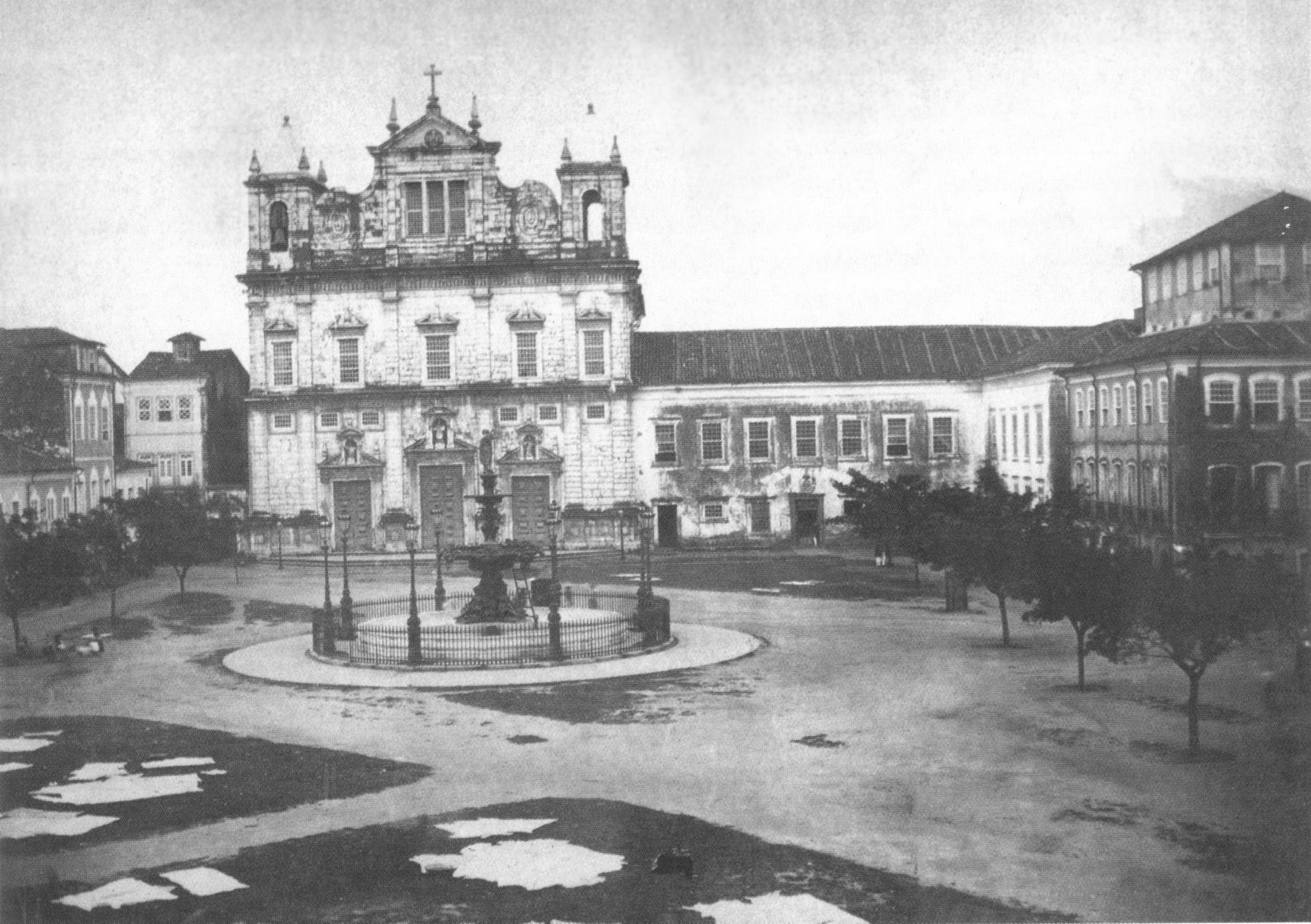
Vista do Terreiro de Jesus, em Salvador, no ano de 1862, com a antiga Igreja do Colégio dos Jesuítas (direita) — atual Catedral Basílica — ao fundo, fundada por Nóbrega.

Aos 27 anos, foi ordenado pela Companhia de Jesus em 1544, fazendo-se pregador. Viajou por Portugal, Galiza e o resto da Espanha na pregação do Evangelho. Surpreendido com o convite do rei dom João III, embarcou na armada de Tomé de Sousa (1549). Chegaram à Bahia em 29 de março de 1549 e, celebrada a primeira missa, ter-se-ia voltado para seus auxiliares e dito: "esta terra é nossa empresa". Foi dele amigo e conselheiro, como também o foi de Mem de Sá, a serviço da Coroa, com a missão de dedicar-se à catequese dos indígenas na colonização do Brasil. Chegaram com ele os jesuítas Leonardo Nunes, João de Azpilcueta Navarro, Antônio Pires e os irmãos jesuítas Vicente Rodrigues e Diogo Jácome.

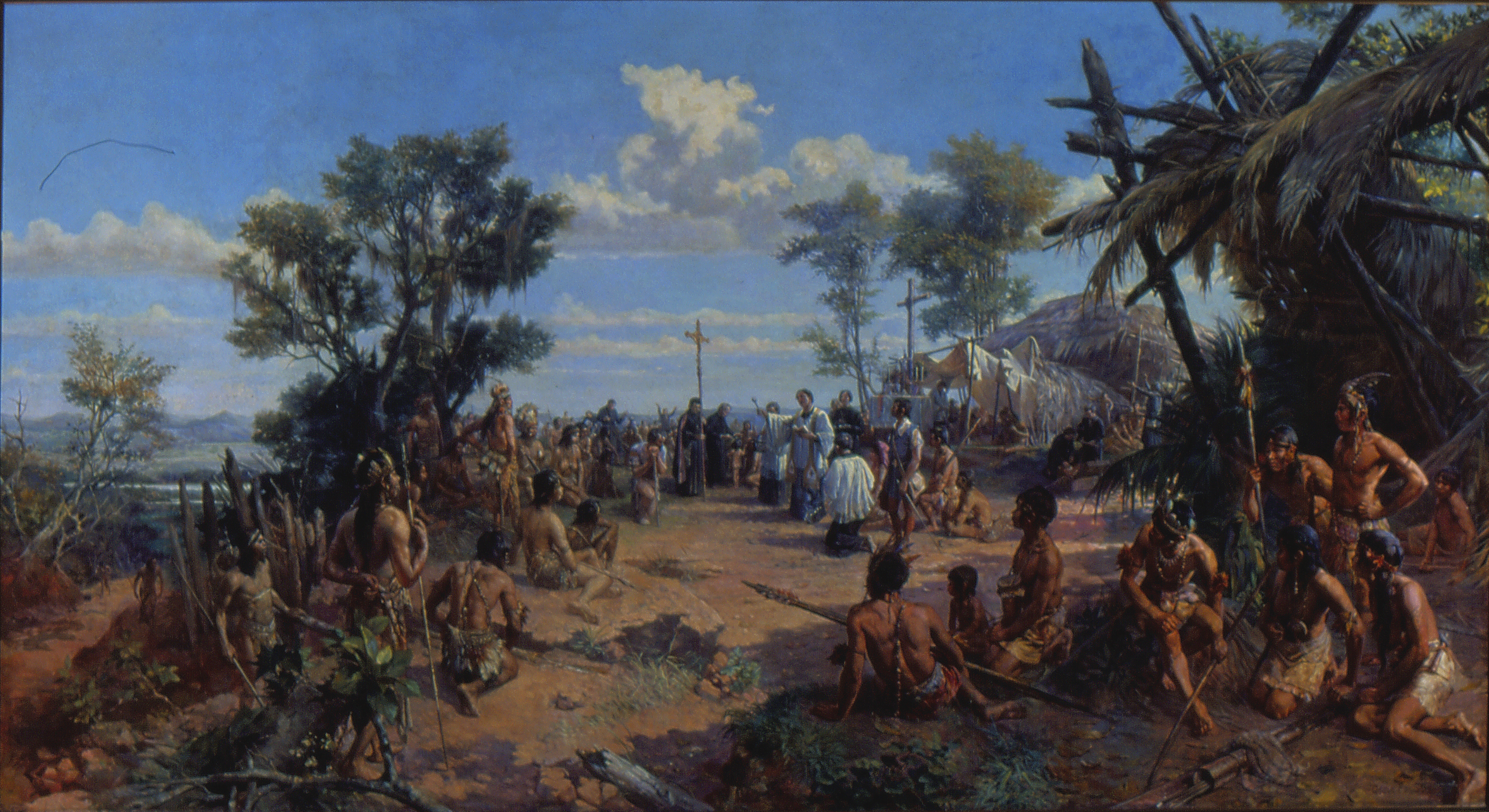
Fundação da Cidade de São Paulo, com Nóbrega no centro, pintura de Oscar Pereira da Silva, de 1909. Acervo do Museu do Ipiranga.

Assim que aportou, deu início ao trabalho de catequese dos indígenas, desenvolvendo uma intensa campanha contra a antropofagia existente entre os nativos e, ao mesmo tempo, combatendo a sua exploração pelo homem branco. Participou da fundação das cidades de Salvador e do Rio de Janeiro e também da luta contra os franceses como conselheiro de Mem de Sá. Seu maior mérito, além de constantes viagens por toda a costa, de São Vicente a Pernambuco, foi estimular a conquista do interior, ultrapassando e penetrando além da Serra do Mar. Foi o primeiro a dar o exemplo, ao subir ao planalto de Piratininga, para fundar a vila de São Paulo que viria a ser o ponto de penetração para o sertão e de expansão do território brasileiro. A pequena aldeia dos jesuítas tornar-se-ia a mais populosa cidade do continente Americano, do Hemisfério Sul e a quinta maior cidade do mundo.

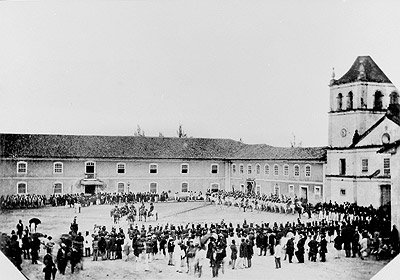
Pátio do Colégio, em São Paulo, fundado por Nóbrega. Fotografia de Militão Augusto de Azevedo, em 1862.

Segundo Henrique dos Santos em "Aventura Feliz", p. 126, Nóbrega visitou pela primeira vez o planalto de Piratininga em companhia do padre Manuel de Paiva, primo de João Ramalho, e do irmão Antonio Rodrigues. Na companhia de André Ramalho, filho de João Ramalho, percorreu os campos à procura do local onde viria a fundar a casa e escola dos Jesuítas. Escolheu o topo da colina chamada Piratininga, localizada entre os rios Piratininga (também chamado Tamanduateí) e Anhangabaú, no futuro pátio do Colégio. Era um local próximo da aldeia de Inhapambuçu, chefiada por Tibiriçá. A primeira missa foi ali rezada por Nóbrega em 29 de agosto de 1553, fazendo cerca de 50 catecúmenos entregues à doutrinação do irmão Antonio Rodrigues. Na última semana de janeiro de 1554, Nóbrega voltou à colina de Piratininga. No dia 25 de janeiro, dia em que se comemora a conversão de Paulo ao cristianismo, celebrou uma missa no local e decidiu mudar o nome do colégio e casa dos jesuítas de "Piratininga" para "São Paulo".

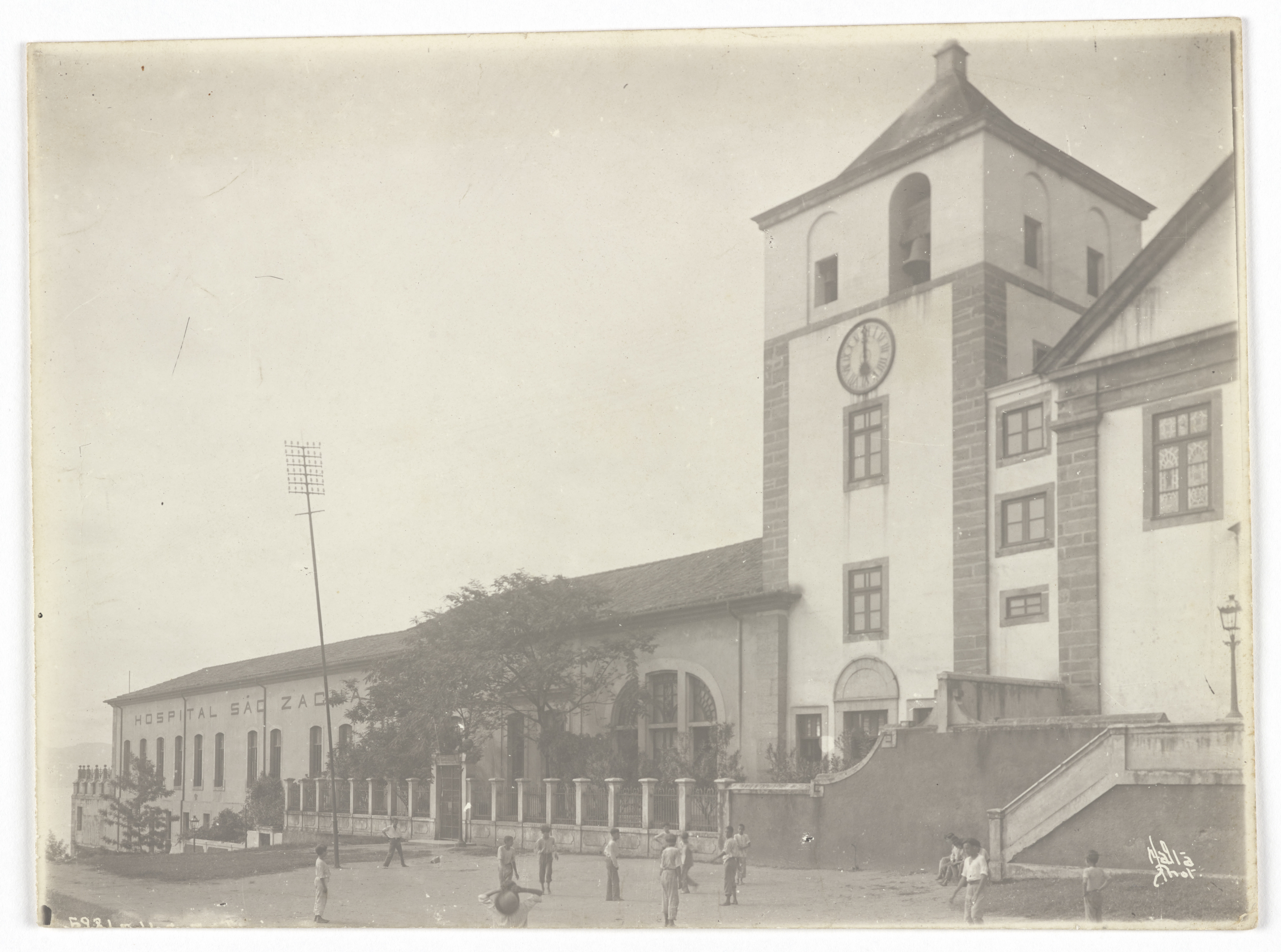
Igreja de Santo Inácio ou dos Jesuítas, no Morro do Castelo, no Rio de Janeiro, ao lado do Hospital São Zacharias, antigo Colégio dos Jesuítas, fundado por Nóbrega, Fotografia de Augusto Malta, por volta de 1920. Acervo do Instituto Moreira Salles.

Juntou-se em 1563 a José de Anchieta, desembarcado no Brasil como noviço em 1553, no trabalho de pacificação dos Tamoios em Iperoig, que retiraram apoio aos invasores franceses, finalmente derrotados. Acompanhando a expedição de Estácio de Sá, encarregado de fundar uma cidade, São Sebastião do Rio de Janeiro, de cuja fundação participou, ali construiu um colégio jesuíta. Foi Nóbrega quem solicitou ao rei de Portugal, dom João III, a criação da primeira diocese no Brasil. Em consequência desse pedido, dom Pero Fernandes Sardinha, primeiro bispo do Brasil, foi enviado para Salvador. Em 1558, convenceu o governador Mem de Sá a baixar "leis de proteção aos índios", impedindo a sua escravização. Foi nomeado o primeiro provincial (líder) da Companhia de Jesus no Brasil, mas, faltando-lhe a saúde, foi substituído pelo padre Luís da Grã.

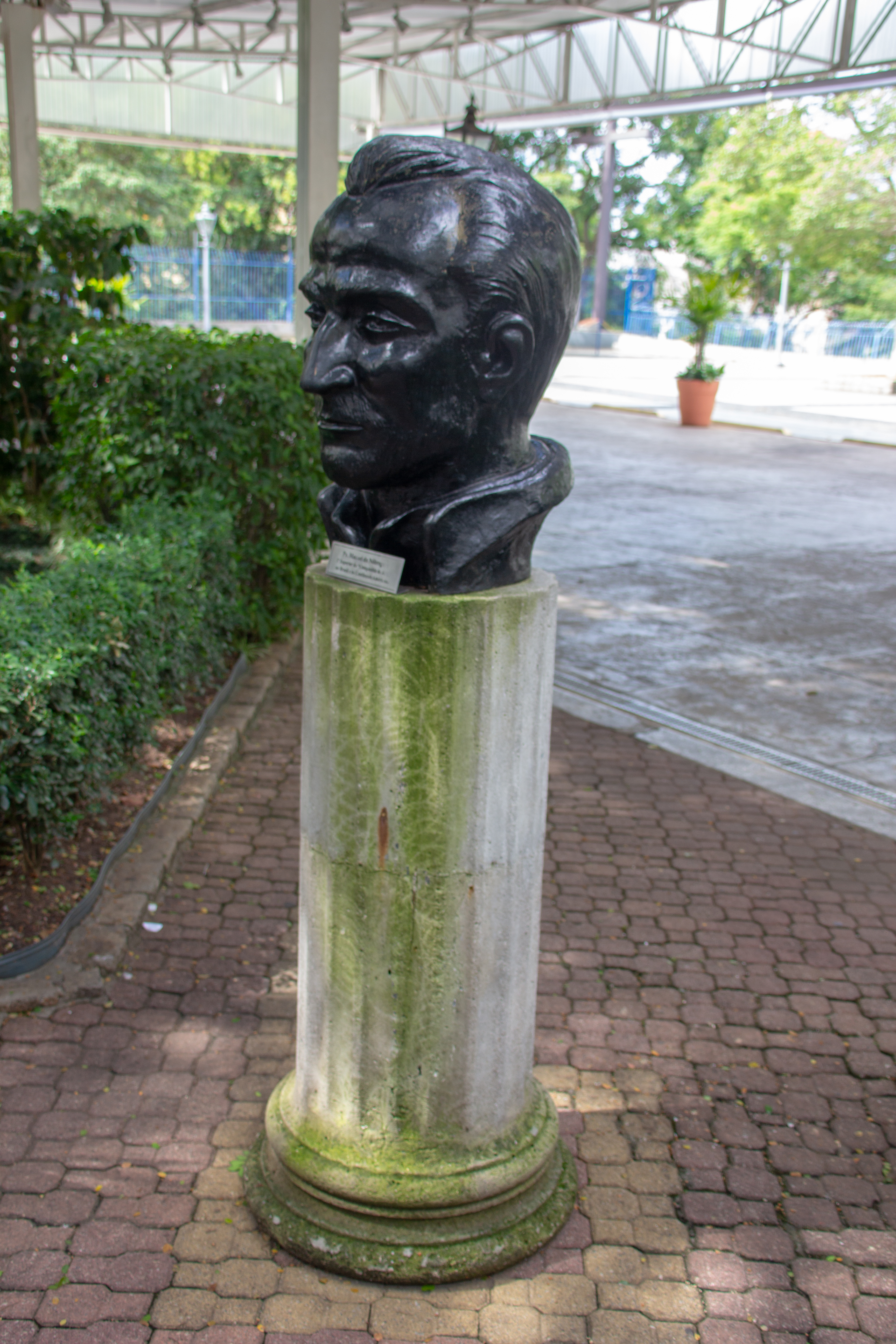
Busto do Padre Manuel da Nóbrega, no Museu Anchieta, localizado no Pátio do Colégio, em São Paulo, 2019.

## Os escritos de Manuel da Nóbrega

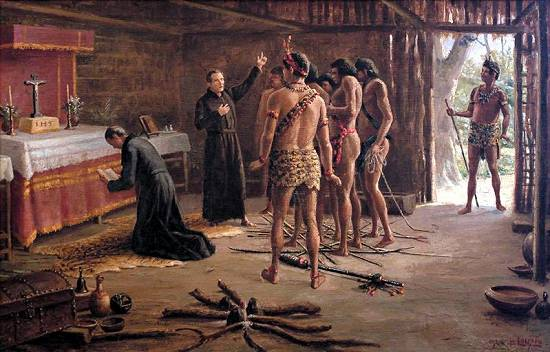
“Anchieta e Nóbrega na cabana de Pindobuçu”, por Benedito Calixto (1927). Acervo do Museu do Ipiranga. A pregação de jesuítas como Anchieta e Nóbrega no Brasil foi uma inculturação recíproca entre a influência do cristianismo para as crenças e costumes dos nativos, utilizando elementos da cultura indígena como uma melhor forma de ensinar a doutrina cristã para eles.

Os escritos do Padre Manuel da Nóbrega foram obra literária produzida no Brasil. Nas cartas, encontra-se o início da história do povo brasileiro, do ponto de vista de um catequizador. Contribuição ao estudo dos costumes da sociedade tupinambá, já em sua primeira carta do Brasil, ao padre Simão Rodrigues, provincial em Portugal, se nota a postura dos jesuítas a respeito da conversão do gentio e a tentativa de eliminar alguns hábitos, como o canibalismo:
"Diz que quer ser cristão e não comer carne humana, nem ter mais de uma mulher e outras coisas:
somente que há de ir à guerra e os que cativar vendê-los e servir-se deles, porque estes desta terra
sempre tem guerra com outros e assim andam todos em discórdia. Comem-se uns aos outros, digo os
contrários. É gente que nenhum conhecimento tem de Deus, nem ídolos, fazem tudo quanto lhe dizem".

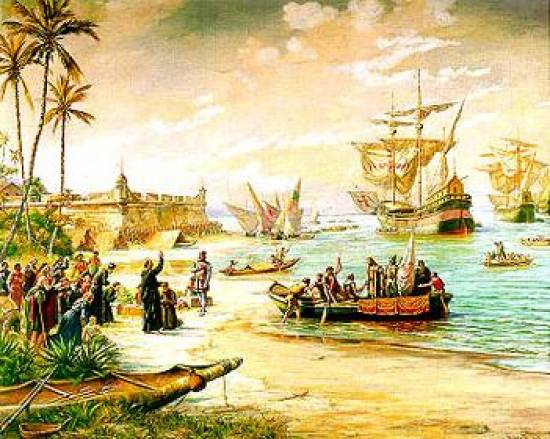
Partida de Estácio de Sá, quadro de Benedito Calixto, mostra Nóbrega benzendo a esquadra que vai combater os franceses.

Esta aparece, por exemplo, a luta entre cristãos e índios: os primeiros consideravam os segundos como um papel branco onde podiam inscrever as virtudes mais necessárias.
Ainda que Nóbrega não tenha alto voo lírico, estima-se que seu "Diálogo sobre a conversão do gentio", primeiro texto em prosa escrito no Brasil, tenha grande valor literário. O Padre Serafim Leite chega a afirmar ser a principal obra em prosa no século XVI no Brasil.

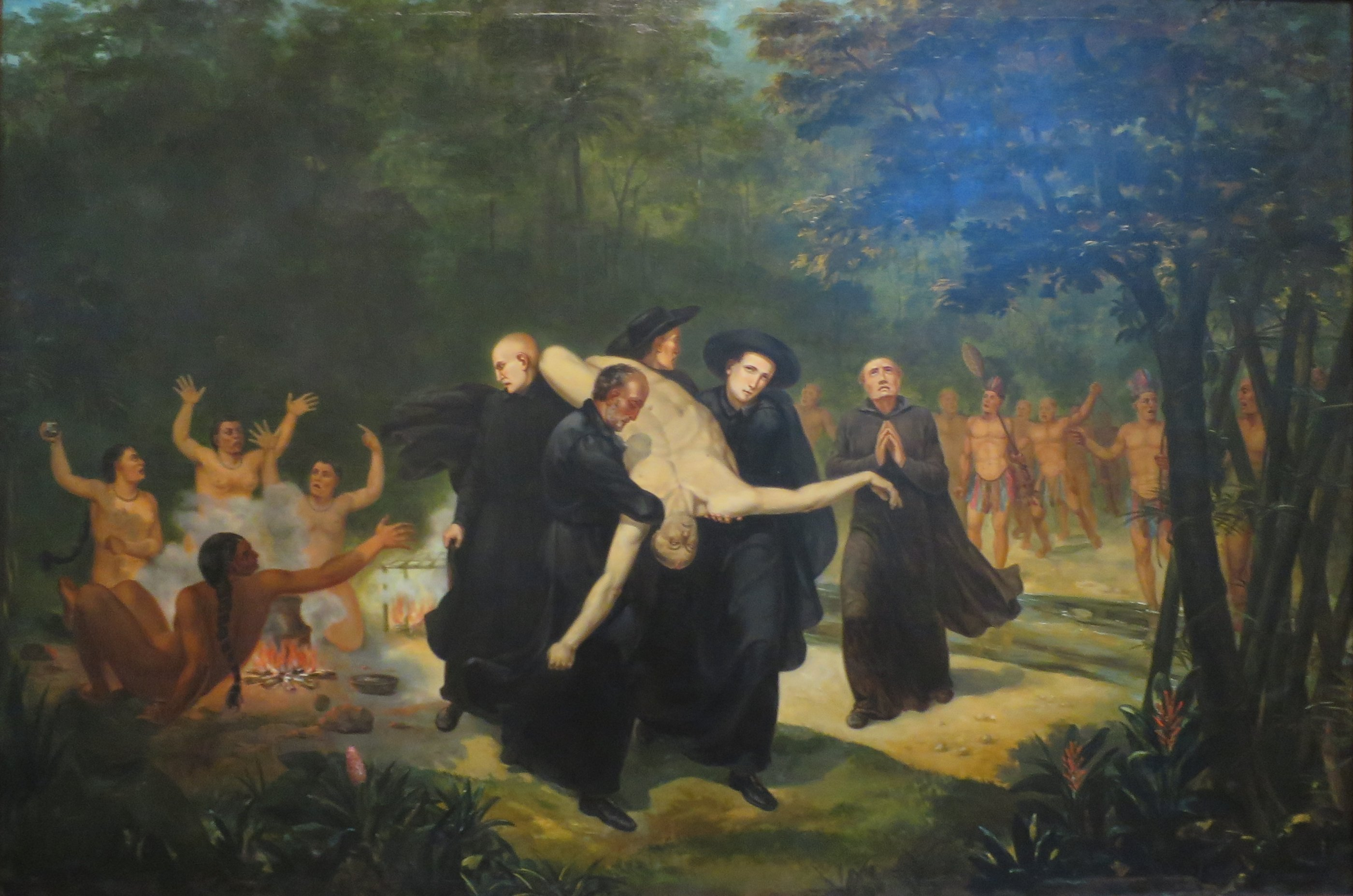
Nóbrega e os seus Companheiros, pintura de Manuel Joaquim de Melo Corte Real, de 1843. Acervo do Museu Nacional de Belas Artes.

### Comentários sobre sua atuação
Frei Odúlio Van der Vat, em sua obra Princípios da Igreja no Brasil, diz na página 239:
"Quando em 1549 desembarcaram em Porto Seguro os primeiros jesuítas, encontraram a terra toda revirada por muitas inimizades. Graças, porém, à sua intervenção, muitos se reconciliaram publicamente com a igreja. O Padre Nóbrega continuou ali por alguns meses, dedicando-se às obras do apostolado e da caridade. Visitando os povos vizinhos desta terra, diz o Jesuíta, confessei a muitos e grande fruto se fez, porque muitos deixaram os pecados e tomaram por mulheres as concubinas ou as abandonaram, posto que entre estes se vêem muitos cristãos que estão aqui no Brasil, os quais têm não só uma concubina, mas muitas em casa, fazendo batizar muitas escravas sob o pretexto do bom zelo e para se amancebar com elas, cuidado que por isso não seja pecado. E de par com estes estão muitos religiosos, que caem no mesmo erro, de modo que podemos dizer Omnes commixti sunt inter gentes et didicerunt opera eorum. Nesta terra , todos, ou a maior parte dos homens, têm a consciência pesada por causa dos escravos que possuem contra a razão, além de que muitos que eram resgatados aos pais não se isentam, mas ao contrário ficam escravos pela astúcia que empregam com eles, e por isso poucos há que possam ser absolvidos, não querendo abster-se de tal pecado nem de vender um a outro, posto que nisto muito os repreendo, dizendo que o pai não pode vender o filho, salvo em extrema necessidade, como permitem as leis imperiais. E nesta opinião tenho contra mim o povo e também os confessores daqui. E assim Satanás tem de todo presas as almas desta maneira, e muito difícil é tirar este abuso, porque os homens que aqui vêm não acham outro modo senão viver do trabalho dos escravos, que pescam e vão buscar-lhes o alimento; tanto os domina a preguiça e são dados a coisas sensuais e ócios diversos, e nem curam de estar excomungados, possuindo os ditos escravos. Pois que nenhum escrúpulo fazem os sacerdotes daqui, o melhor remédio destas coisas seria que o Rei mandasse inquisidores ou comissários para fazer libertar os escravos, ao menos os que são salteados, e obrigá-los a ficar com os cristãos até que larguem os maus costumes do gentio já batizado, e que a nossa Companhia houvesse deles cuidado; amestrando-os na fé, da qual pouco ou nada podem aprender em casa dos senhores, e antes vivem como gentios, sem conhecimento algum de Deus."

#### Cartas

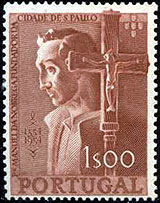
Selo português comemorativo do 4.º centenário da fundação da cidade de São Paulo, no Brasil, fundada por Nóbrega e seu colaborador Anchieta.

Nóbrega escreveu da Bahia carta em 9 de agosto de 1549 em que descrevia os primórdios do trabalho de catequese, contando que os índios se deliciaram com a procissão em louvor ao anjo da guarda. Diz ele, citado por Varnhagen:
«Fizemos procissão com grande música, à qual respondiam as trombetas. Ficaram os índios espantados de tal maneira que depois pediam ao padre Navarro que lhes cantasse, como na procissão o fazia.»
O padre escreveu em 1549 mesmo ao Padre mestre dos jesuítas, Simão Rodrigues, que o padre Leonardo Nunes fora mandado aos Ilhéus e Porto Seguro, a confessar aquela gente que tem o nome de cristãos, porque me disseram de lá muitas misérias, e assim a fazer o fruto que na terra se pode fazer. Ele escreverá a Vossa Reverendíssima de lá largo. Leva por companheiro a Diogo Jácome, para ensinar a doutrina aos meninos, o que ele sabe bem fazer.»
Ao mesmo provincial, escreveu em julho de 1552 da Bahia sobre seus companheiros, Vicente Rodrigues, Salvador Rodrigues, o Padre Navarro, António Rodrigues, Afonso Brás, Antônio Pires, Francisco Pires, etc.

E ainda: 
"A nossa igreja, que fizemos, cai-nos, porque é de taipa de mão e de palha; agora ajuntarei estes senhores mais honrados que nos ajudem a repará-la, até que Deus queira dar outra igreja mais dura."
Ao Padre Pedro Doménech, fundador, em Lisboa, da Confraria dos Meninos Órfãos, escreveu de São Vicente em 2 de fevereiro de 1553: 
"Achei grande casa e muito boa igreja; ao menos em Portugal não a temos ainda tão boa. (…) Desta Capitania se deve fazer mais fundamento que de nenhuma, porquanto por esta gentilidade nós poderemos estender pela terra dentro e, por isso, vindo irmãos, a esta Capitania deveriam vir, porque nas outras creio que se fará pouco que ensinar meninos, porque o Bispo — D. Pedro Fernandes Sardinha — leva outros modos de proceder com os quais creio que não se tirarão pecados e se roubará a gente de quanto dinheiro puderem ganhar, e se destruirá a terra. Seus clérigos absolvem quantos amancebados há e dão-lhes o Senhor e o seu pregador, que é o visitador, prega que pequem e se levantem, fazendo-lhes o caminho do céu mui largo e Cristo Nosso Senhor diz que é estreito, e por outra parte leva-lhes de penas o que têm." 

## Publicações
- Diálogo sobre a Conversação do Gentio (1557)
- Caso de Consciência sobre a Liberdade dos Índios onde pegou fogo (1558)
- Informação da Terra do Brasil (1549)
- Informação das Coisas da Terra e Necessidade que há para Bem Proceder Nela (1558)
- Tratado Contra a Antropofagia (1559)
- "Brasiliana da Biblioteca Nacional", Rio de Janeiro, 2001.